# Campo San Polo

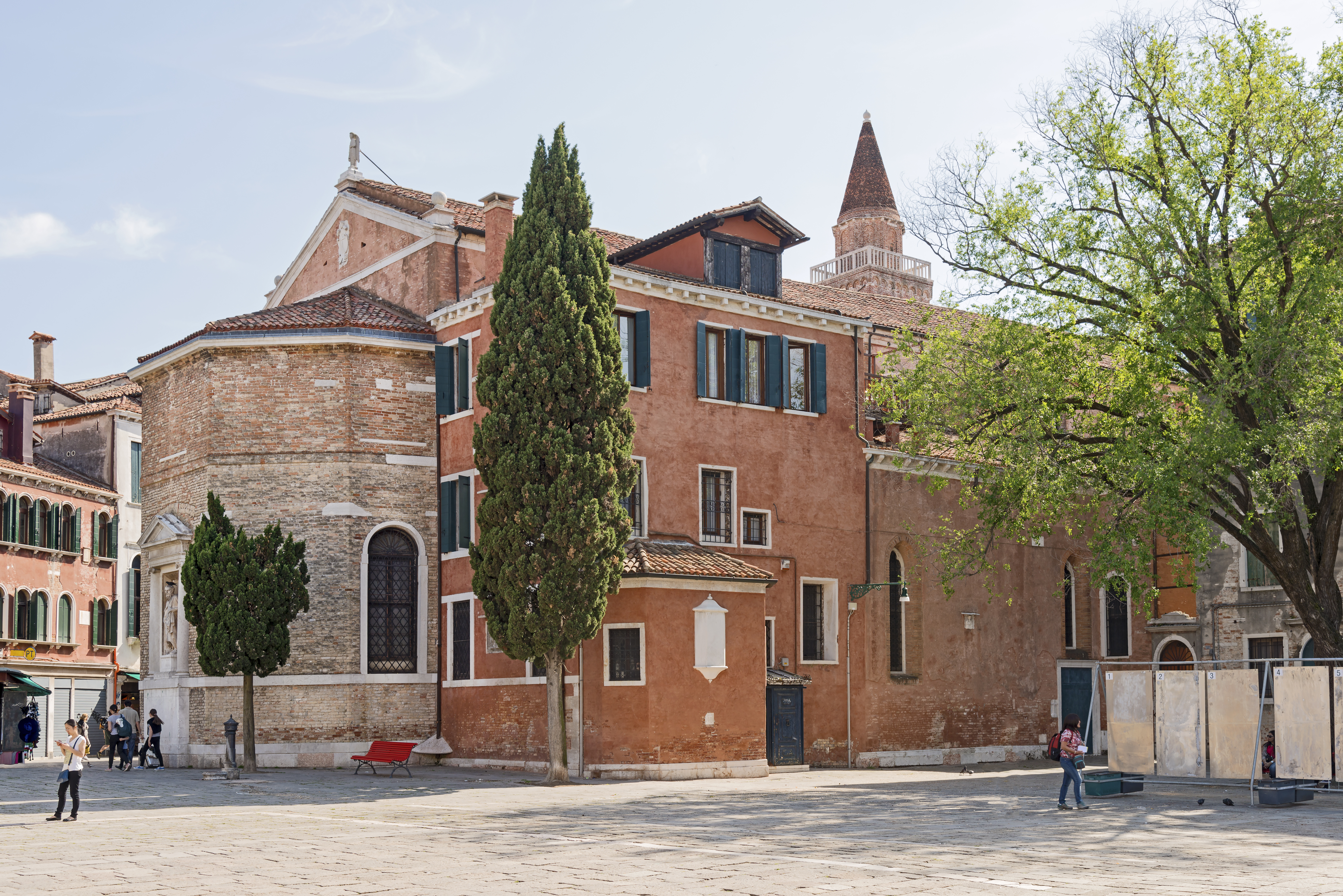
O Campo San Polo e o igreja de San Polo

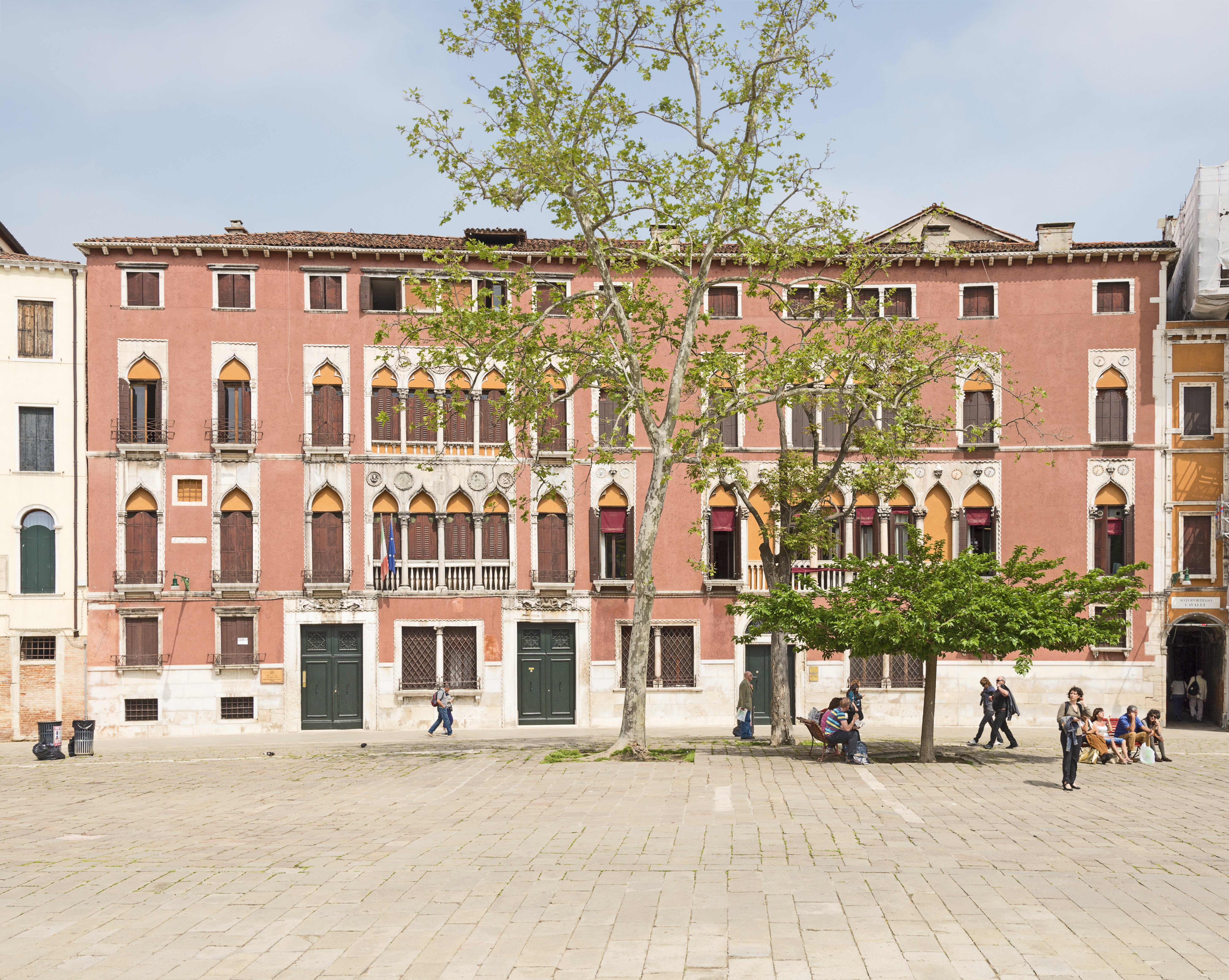
Palazzo Soranzo

O Campo San Polo é o maior campo de Veneza e o espaço público mais popular depois da Praça de São Marcos. O seu nome provém de São Paulo. Situa-se no sestiere do mesmo nome.
Destinado à agricultura e pastagens, foi inteiramente pavimentado em 1493 quando foi instalado no centro o poço que hoje se vê. Depois disso, foi usado para mercados, feiras e grandes reuniões.
A sua importância aumentou a tal ponto que no século XVI foram para lá transferidos da Praça de São Marcos os pequenos mercados dos pobres. O Campo San Polo adquiriu depois uma identidade lúdica: foi local de teatro de rua, festas públicas, jogos e corridas de touros. Tornou-se insuportável para os residentes de tal modo que em 1611 todos os jogos e as vendas foram proibidos. Uma placa ainda conservada na igreja testemunha este evento.
Em 26 de Fevereiro de 1548, Lorenzino de Médicis (Lorenzaccio) foi assassinado neste "campo" com arma branca por ordem do duque da Toscânia Cosmo I, Grão-Duque da Toscana.
Há vários edifícios de prestígio no Campo San Polo. Face ao abside da igreja de San Polo, uma sequência curvilínea de fachadas acompanha o encurvado rio San Antonio. Além da igreja, situam-se na praça o Palácio Tiepolo, o Palácio Soranzo, o Palácio Donà, e o Palácio Corner Mocenigo.
Hoje é um dos locais mais populares para os festejos do Carnaval de Veneza bem como para concertos musicais ou sessões ao ar livre do Festival de Cinema de Veneza.